# Discurso tangencial
Discurso tangencial é um distúrbio de comunicação caracterizado pela falta de foco num discurso, nunca centrado no tema inicial da conversa. É menos grave do que a logomania e, geralmente é associada com o estágio intermediário de demência. É, no entanto, mais grave do que o discurso circunstancial.
Alguns adultos com danos cerebrais no hemisfério direito podem mostrar um comportamento que envolve o discurso tangencial. Os portadores podem ter sintomas relacionados, como respostas sociais aparentemente inadequadas ou egocêntricas, e uma habilidades pragmáticas prejudicadas, como o contato visual.